# Rhodt unter Rietburg
Rhodt unter Rietburg est une commune allemande de Rhénanie-Palatinat. Elle compte environ 1 200 habitants et est jumelée avec Vougeot.
La Villa Ludwigshöhe que Louis Ier de Bavière fit construire se trouve à proximité du village.
Ce village protestant aux deux tiers possède une Thereseienstrasse, du nom de Thérèse, l'épouse de Louis Ier, qui allait régulièrement se recueillir dans l'église de Rhodt.

## Galerie d'images

Rhodt unter Rietburg
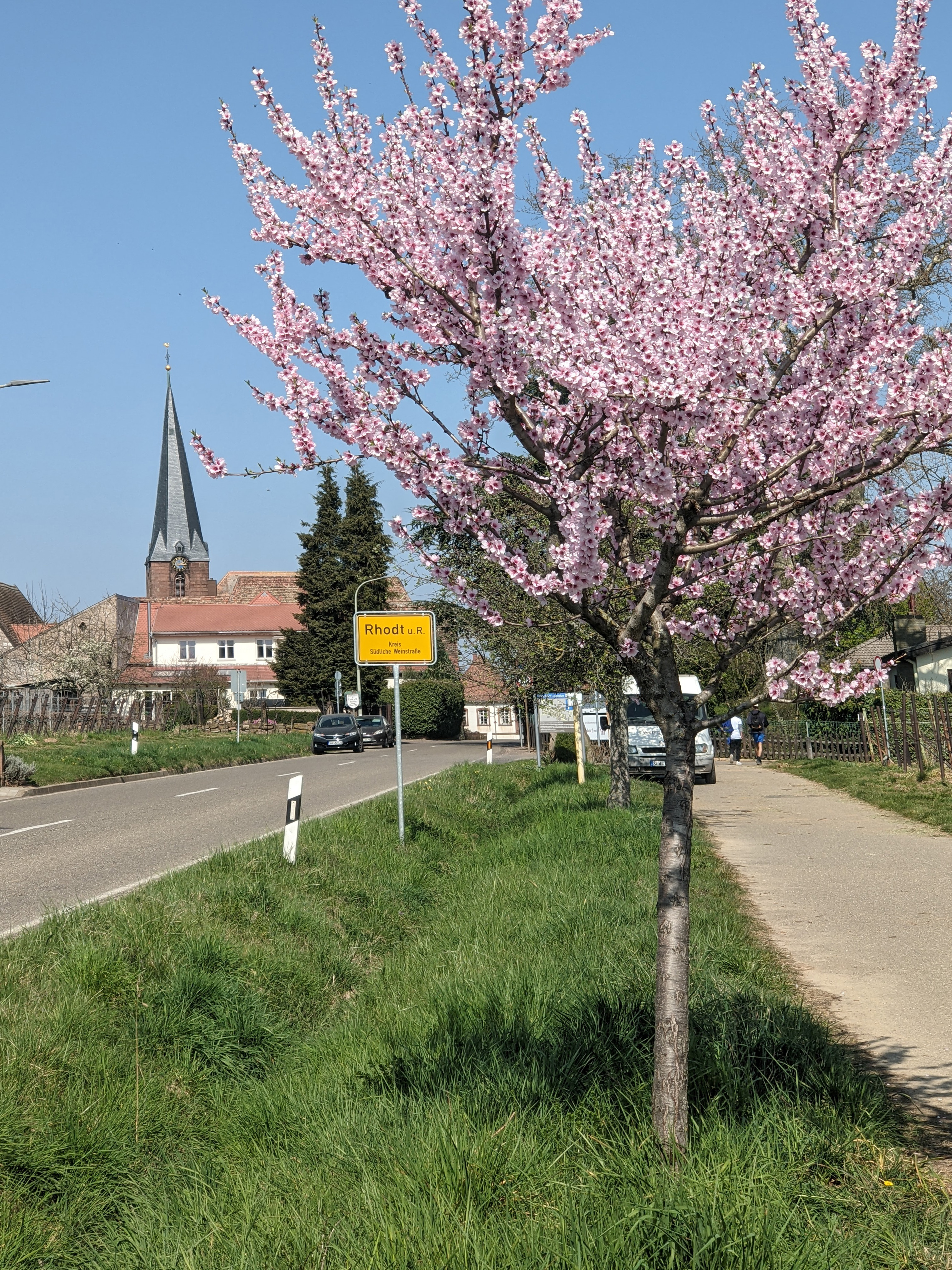
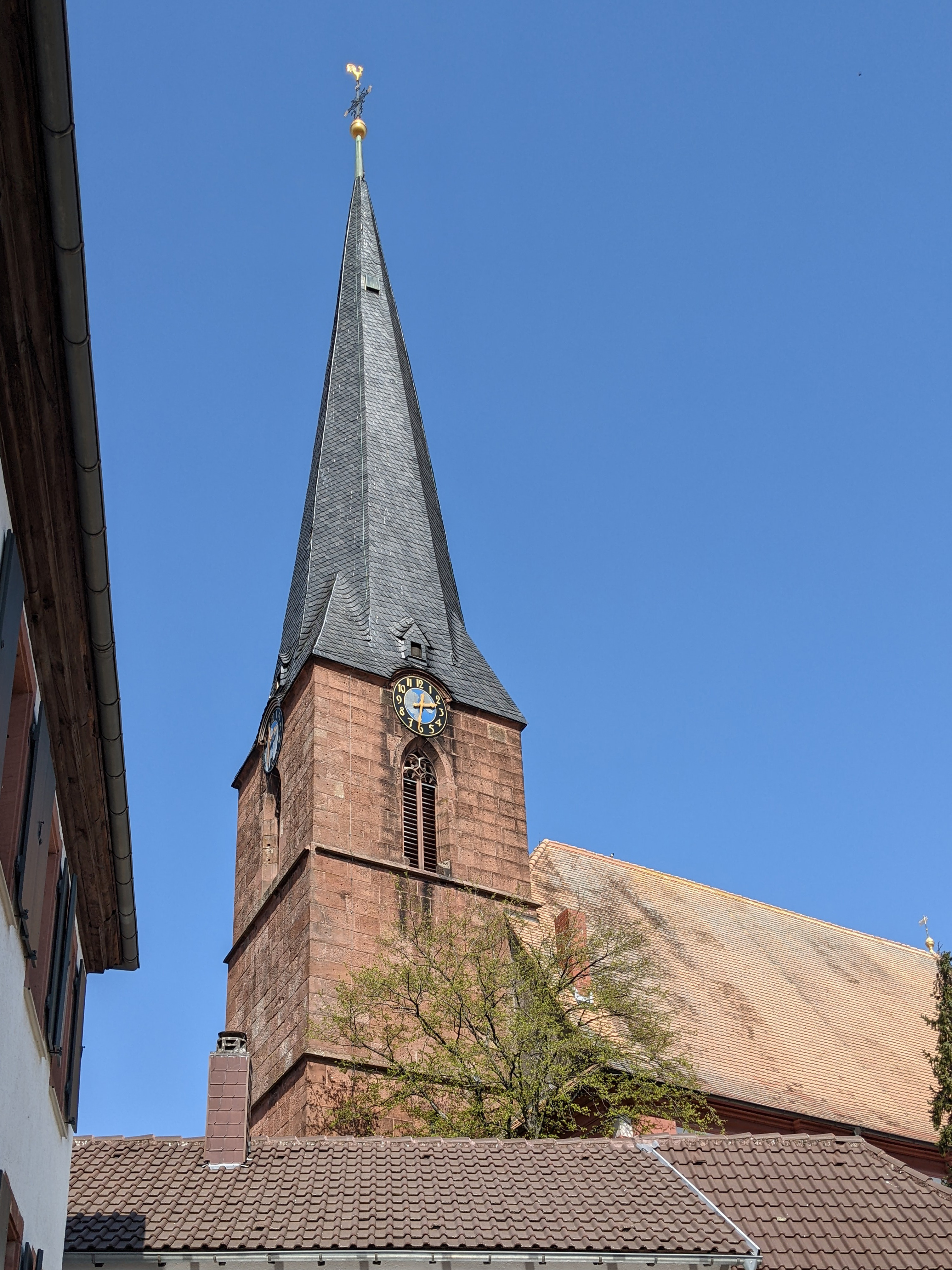
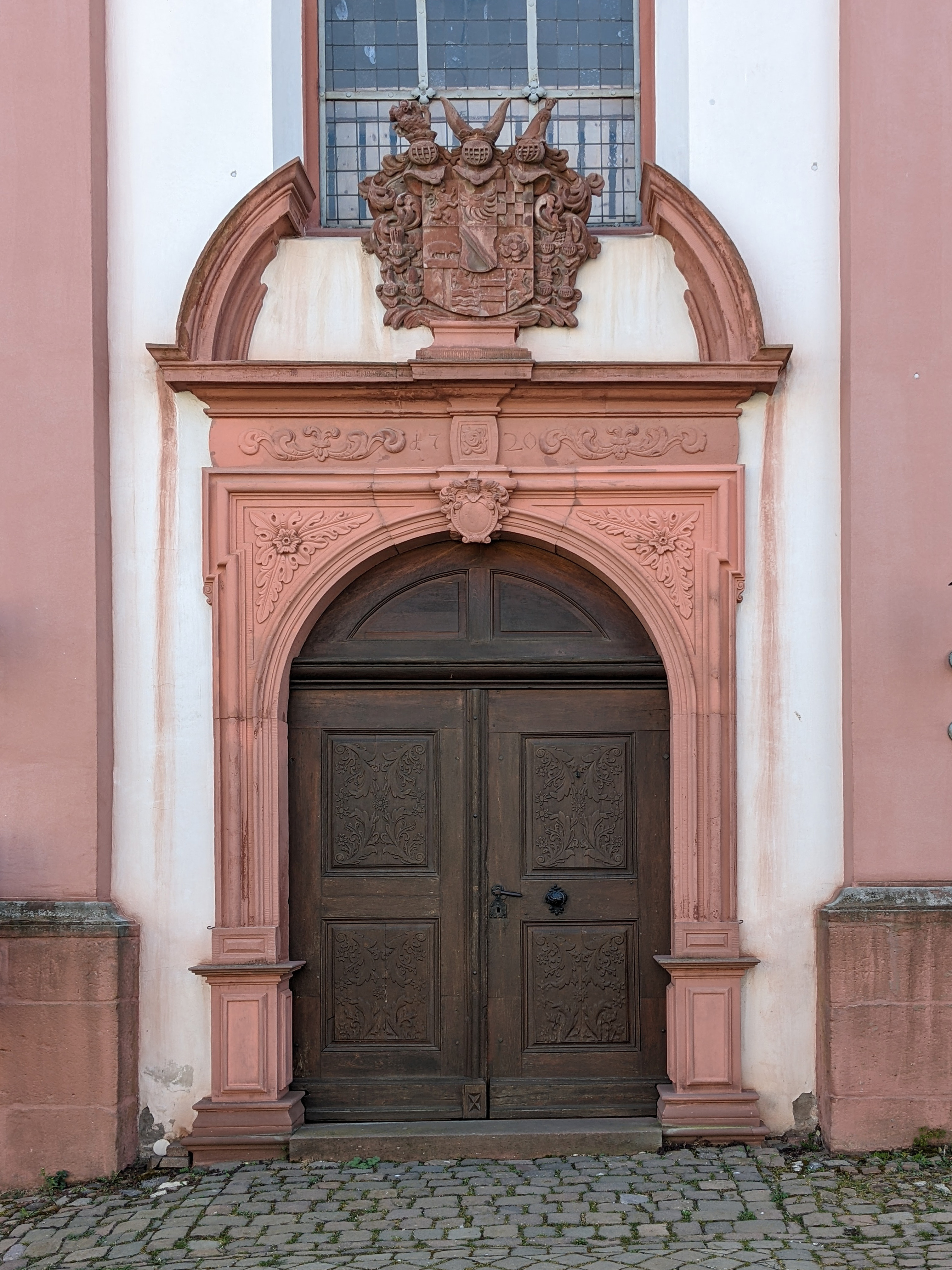
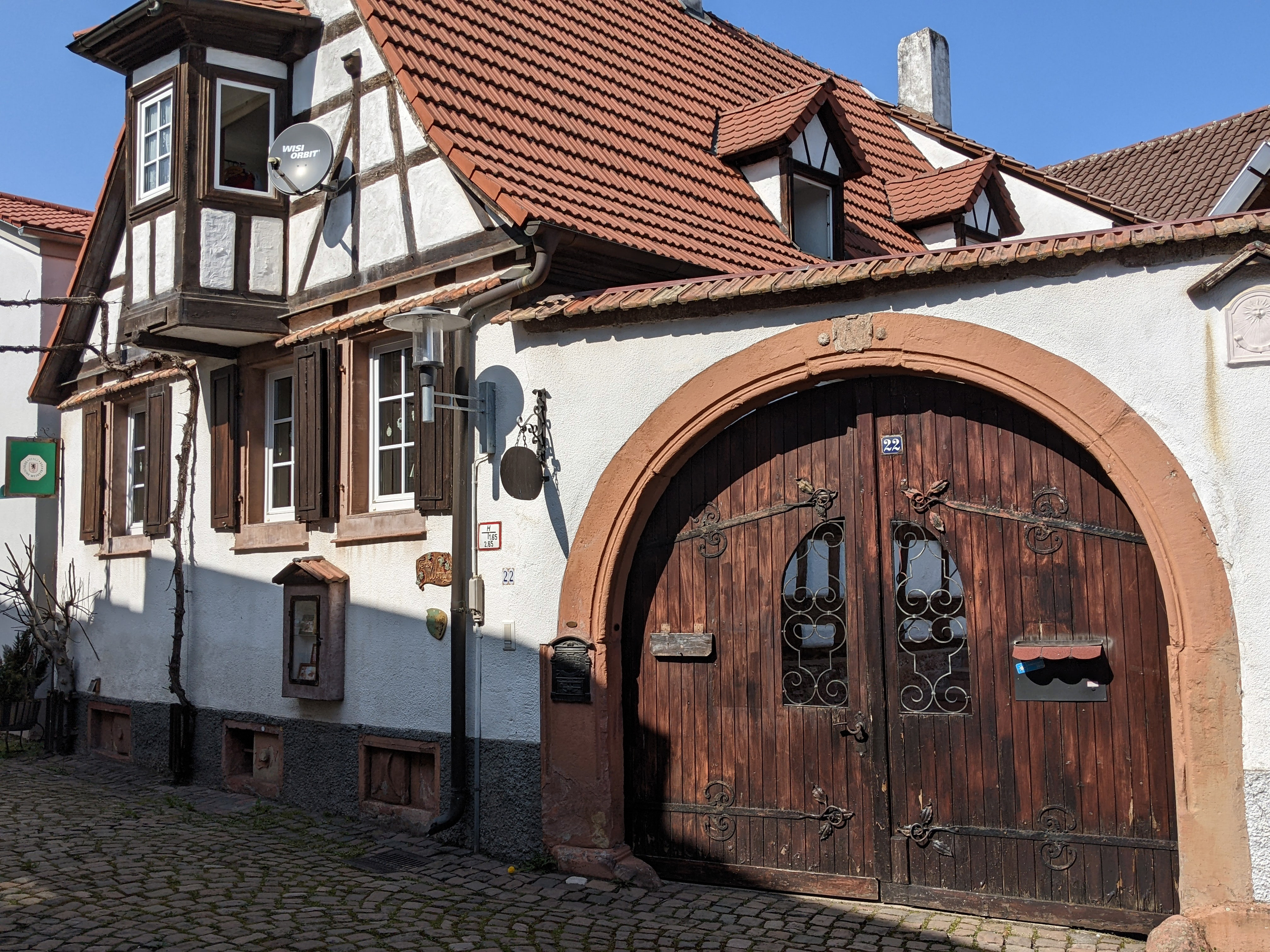
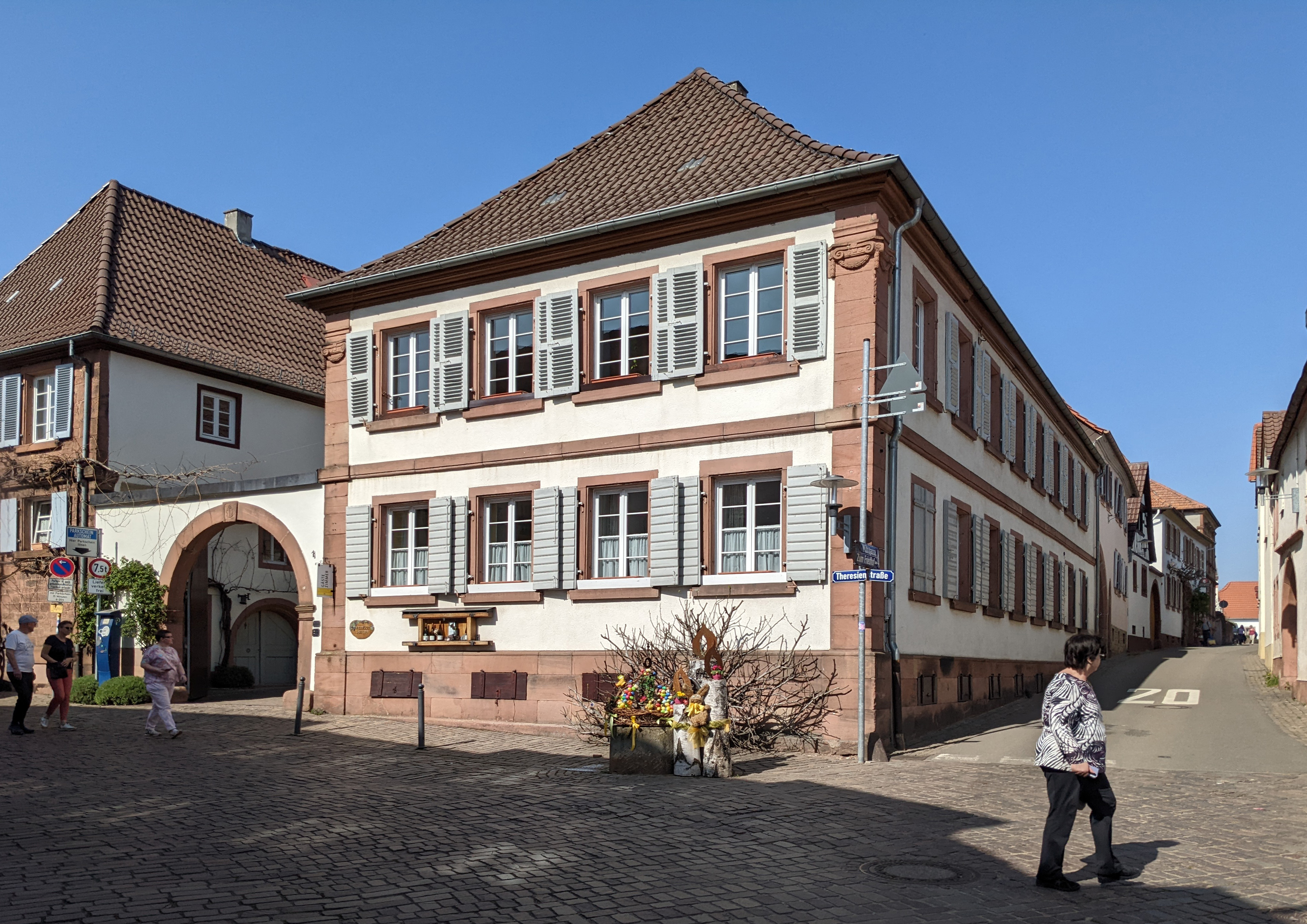
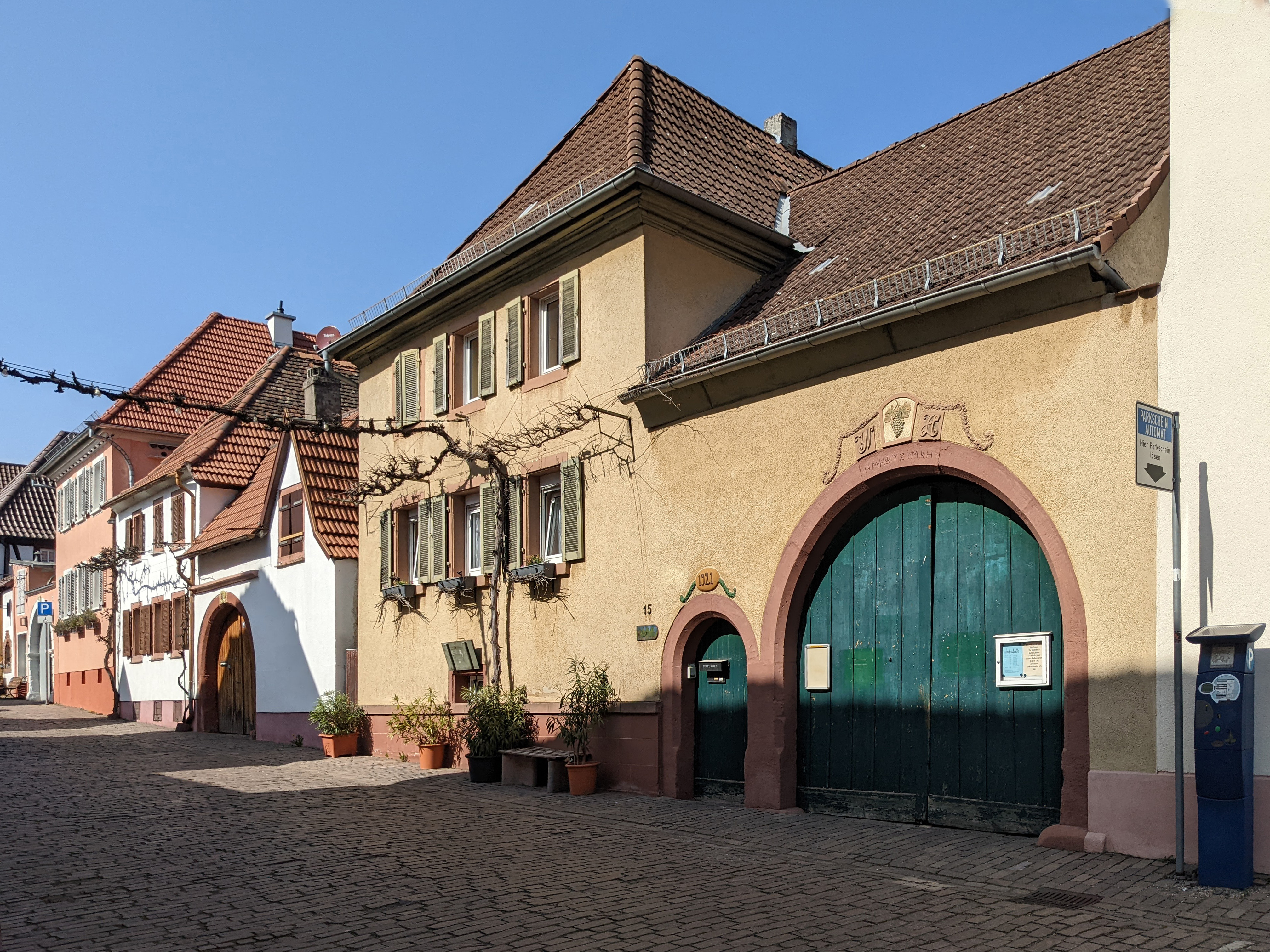
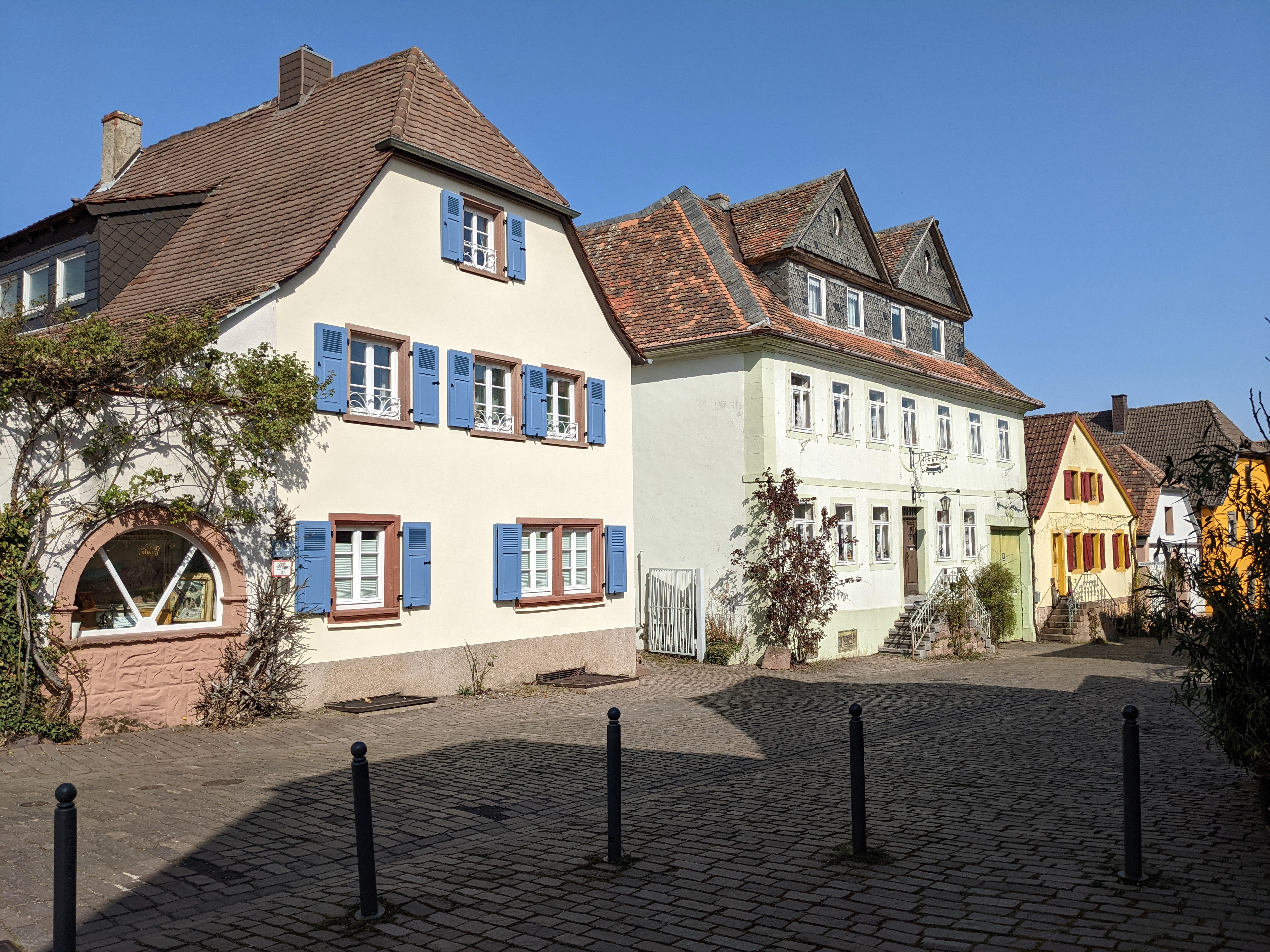
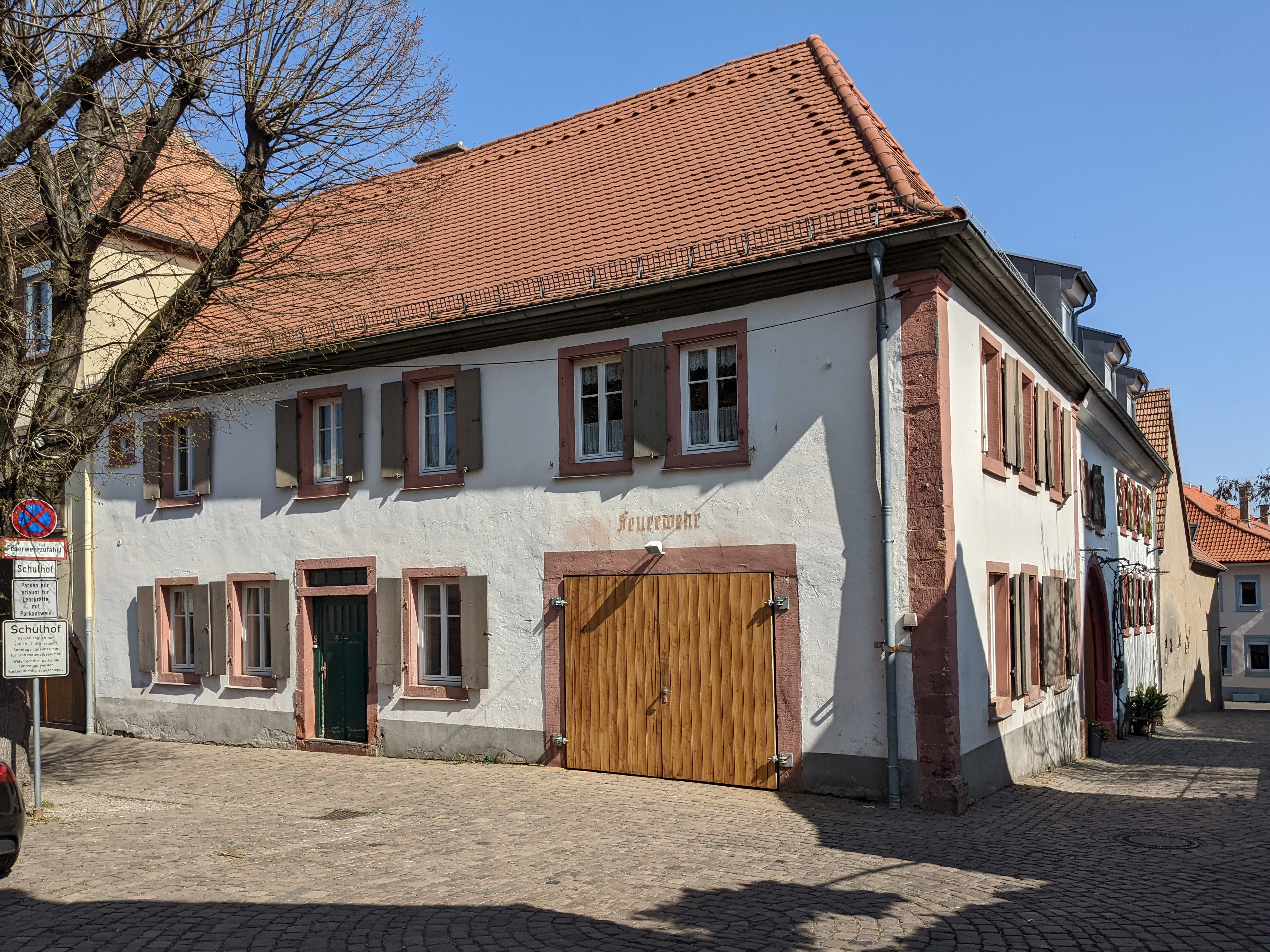
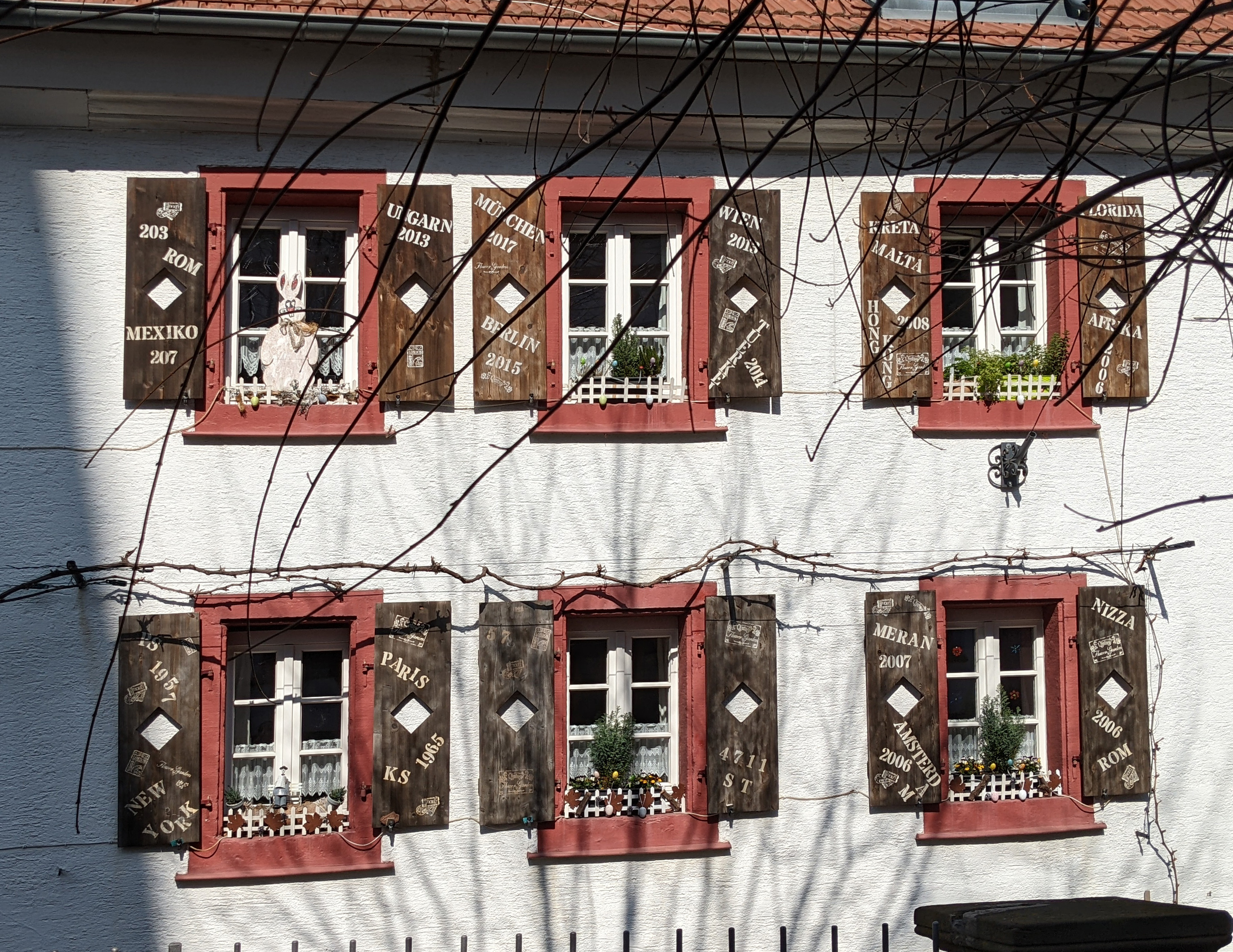
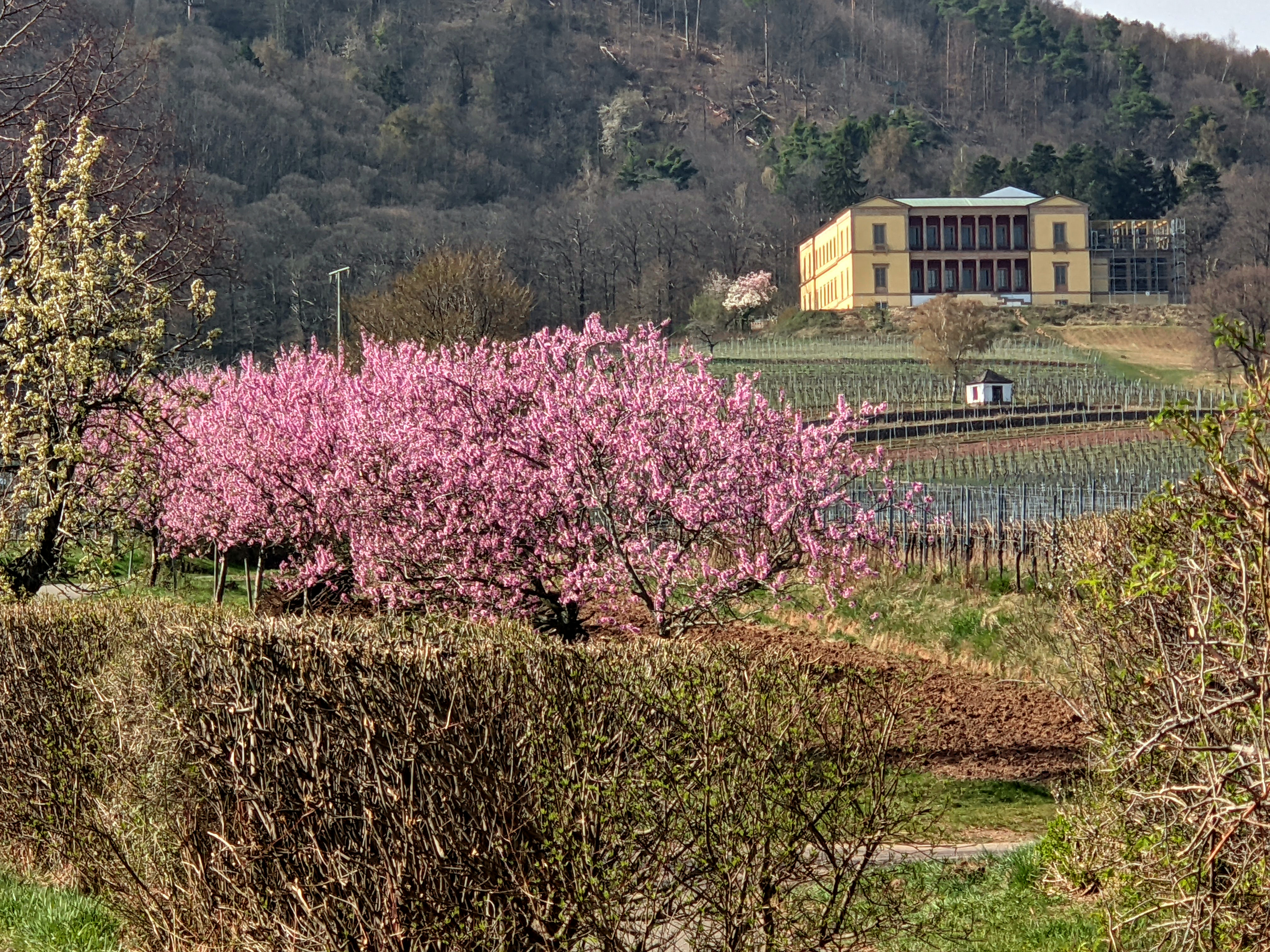
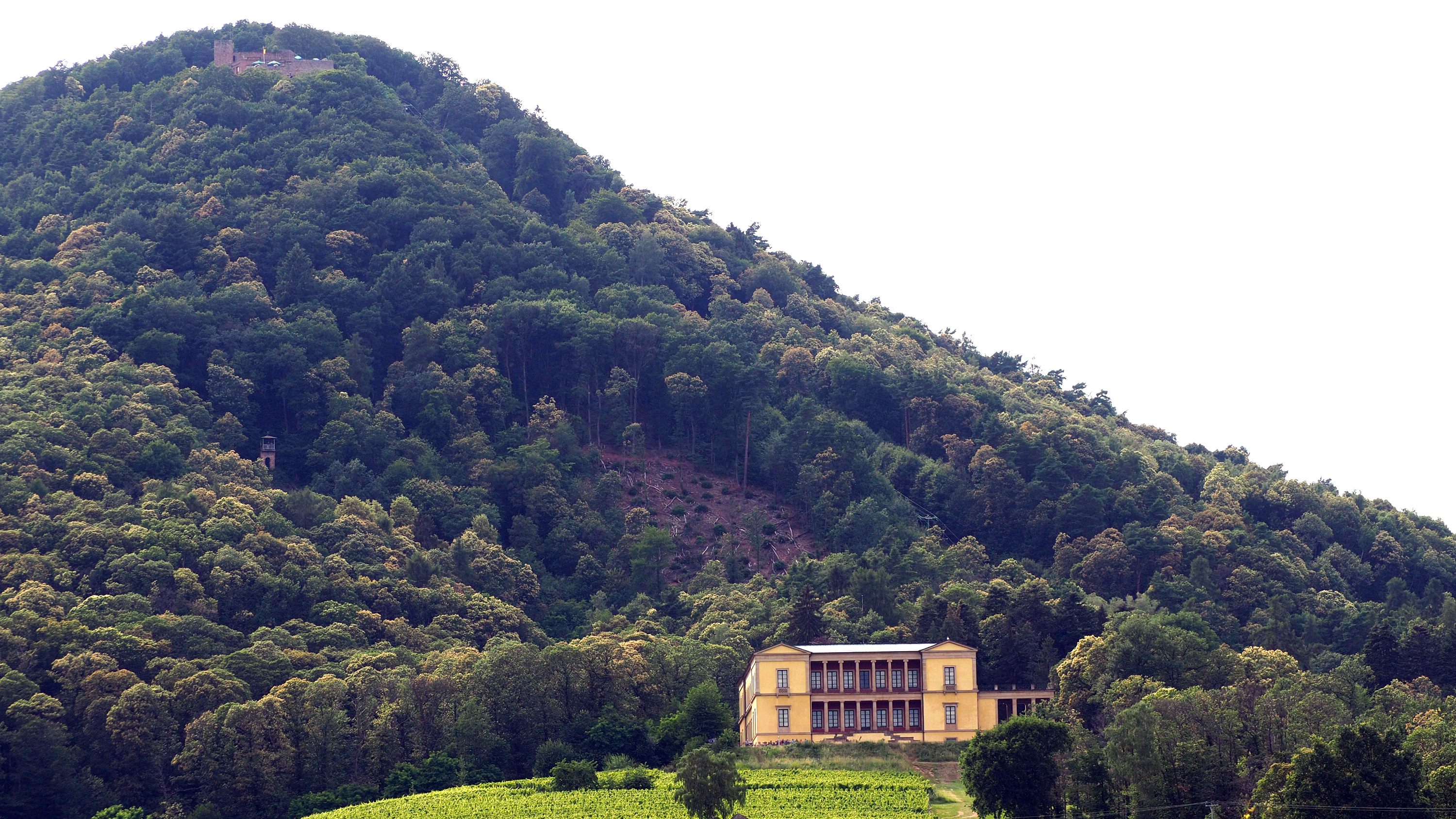
La Villa Ludwigshöhe, Rietburg